# Сан-Матео (Калифорния)
Сан-Мате́о (англ. и исп. San Mateo) — город в округе Сан-Матео штата Калифорния (США). Один из крупнейших пригородов на полуострове Сан-Франциско.

## История
В начале 1850-х годов состоятельные жители Сан-Франциско начали строить летние и постоянные дома в средней части полуострова, обладавшей более мягким климатом. На месте двух ранчо XVIII века — Rancho de las Pulgas и Rancho San Mateo — образовалось поселение, унаследовавшее название Сан-Матео и получившее 4 сентября 1894 года статус города.

## География
Сан-Матео расположен в области залива Сан-Франциско. Граничит с городом Фостер-Сити, который был основан в 1960-х годах.

## Демография
Согласно данным переписи населения США численность населения города в 2020 году составила 105 661 человек.

## Галерея

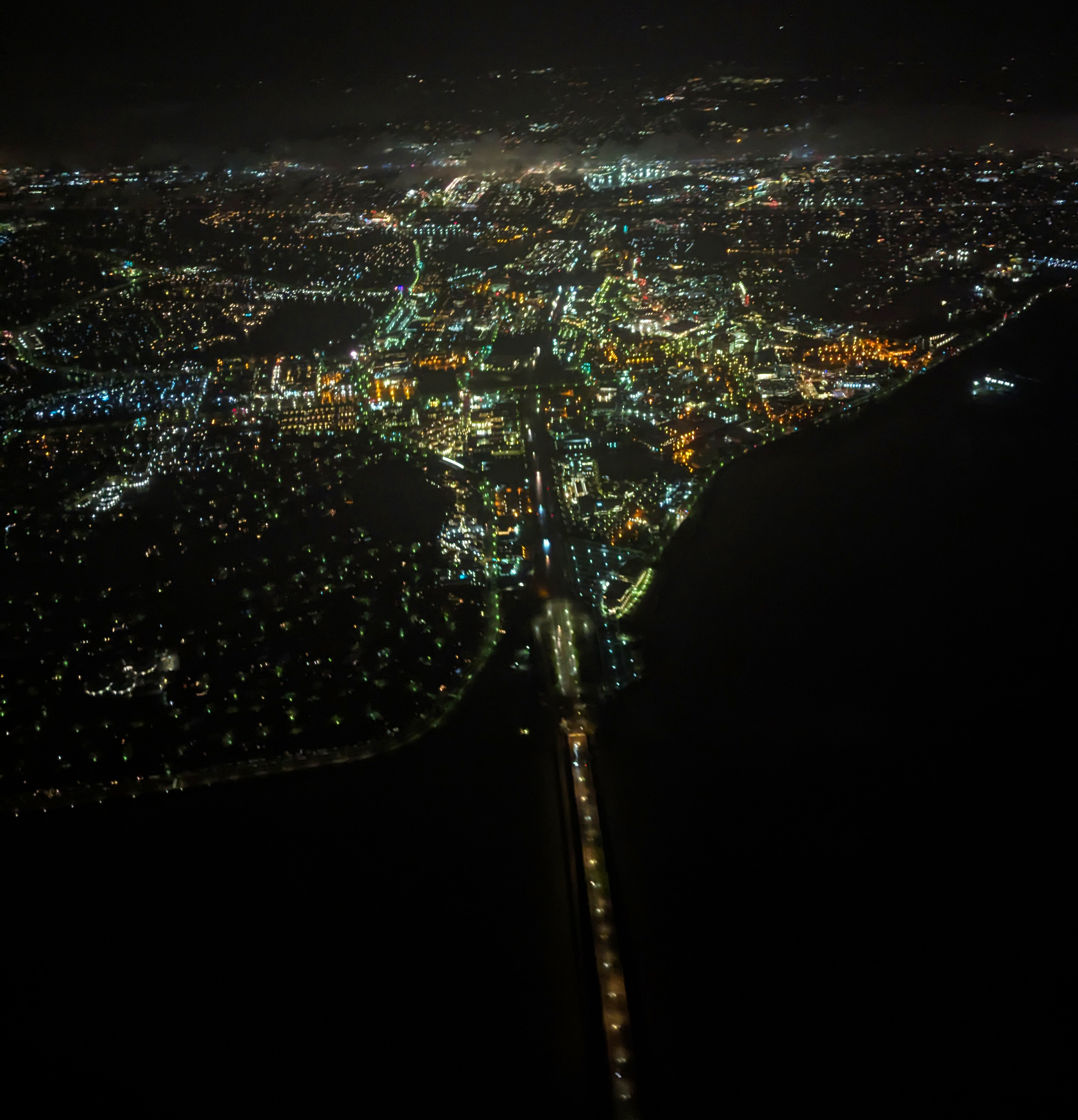
Сан-Матео и Фостер-Сити зимней ночью
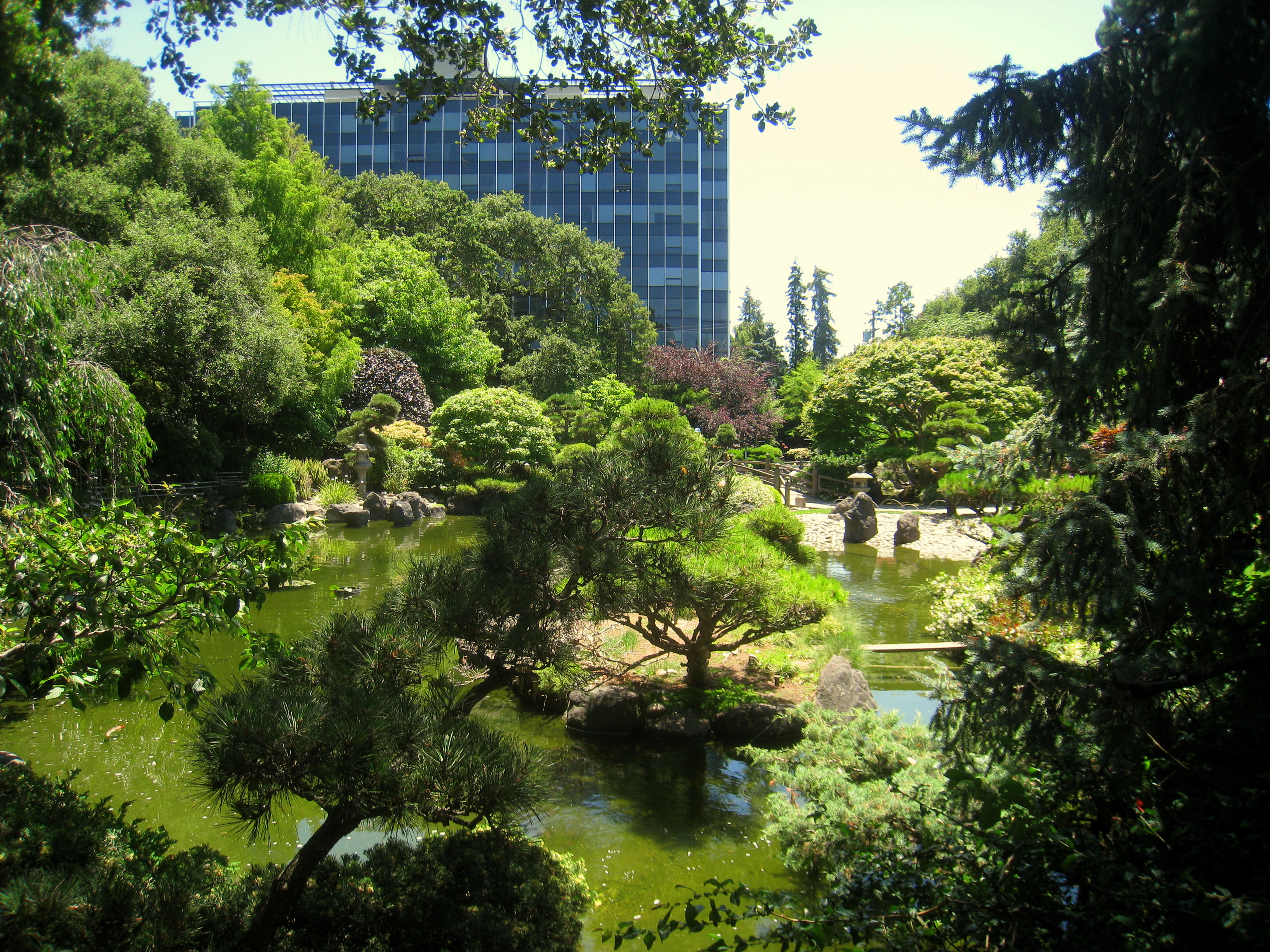
Японский чайный сад
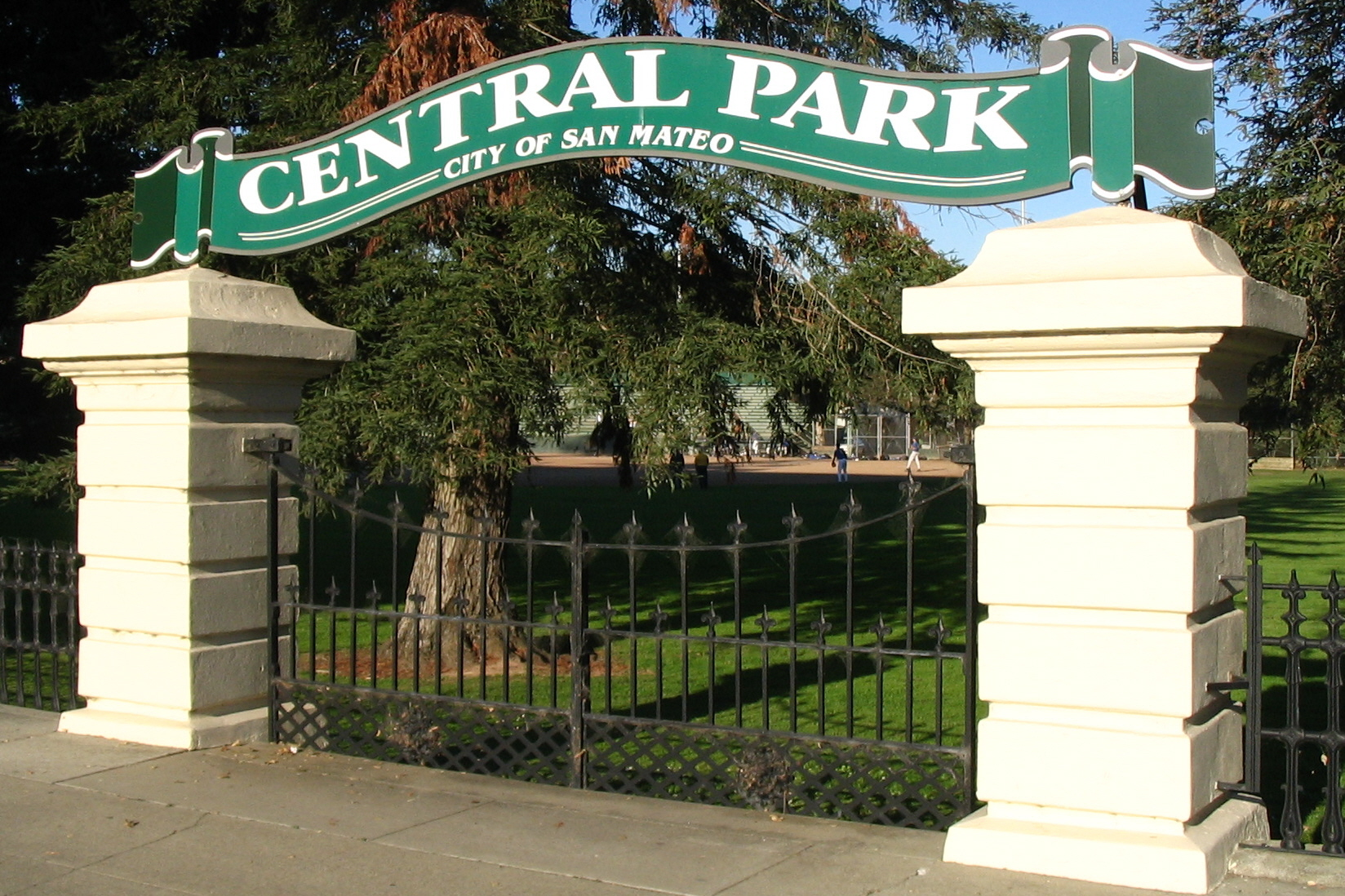
Центральный парк